# Jeffrey de Zwaan
Jeffrey de Zwaan (* 26. März 1996 in Rijswijk) ist ein niederländischer Dartspieler.

## Karriere

### BDO
Jeffrey de Zwaan gewann 2012 das BDO World Youth Masters. Danach wurde er Profi und nahm ein Jahr später am Zuiderduin Masters teil. Er schied allerdings bereits in der Gruppenphase aus.

### PDC
Anfang 2015 nahm de Zwaan an der PDC Qualifying School teil und erspielte sich bereits am ersten Tag eine zweijährige Tour Card. Das erste Mal machte er bei den UK Open Qualifier auf sich aufmerksam, als ihm ein Sieg gegen Rekordweltmeister Phil Taylor gelang. Er schaffte zudem die Qualifikation für die UK Open 2015. Er unterlag in der 2. Runde Benito van de Pas mit 2:5.
Bei einem Players Championship im März 2015 warf er seinen ersten 9-Darter.
De Zwaan schaffte die Qualifikation für die European Darts Championship 2015. In der 1. Runde traf er auf seinen Landsmann und Weltranglisten-Ersten Michael van Gerwen. De Zwaan verlor dieses Spiel mit 3:6.
Ende 2015 gelang ihm ebenfalls die Qualifikation zur PDC-Weltmeisterschaft 2016. Es war seine erste Teilnahme an einer Weltmeisterschaft. In der 1. Runde wurde ihm Michael Smith zugelost. De Zwaan unterlag im entscheidenden 5. Satz, im Sudden Death-Leg, mit 2:3.
Beim World Matchplay 2018 gelang ihm eine weitere Überraschung, indem er, als 68. der Weltrangliste, die Nummer eins der Weltrangliste Michael van Gerwen in der ersten Runde mit 10:6 bezwang und bis ins Halbfinale vorstieß, wo er sich Gary Anderson mit 12:17 geschlagen geben musste.
Zum Ende des Jahres 2022 musste de Zwaan seine Tour Card aufgrund schwacher Leistungen abgeben. Durch einen Tagessieg bei der Q-School 2023 konnte er sie aber direkt wiedererlangen. Mit großem Erfolg nahm er daraufhin an den UK Open teil. Er besiegte Lukas Wenig, Geert Nentjes, James Wilson, Danny Jansen und Gerwyn Price, bevor er erst im Achtelfinale mit 7:10 Rob Cross unterlag. Er stand daraufhin auch bei den Players Championships im Achtelfinale, blieb sonst aber spätestens in der dritten Runde hängen und qualifizierte sich auch für kein weiteres Major-Turnier.
2024 verlief es nicht besser für de Zwaan. Bei den Players Championships stand sie dieses Mal wie im letzten Jahr einmal im Achtelfinale. Außerdem war er in zwei zweiten Runden auf der European Tour vertreten. Bei den UK Open 2024 gewann er ein Spiel, sonst qualifizierte er sich auch in diesem Jahr für kein weiteres Turnier. Somit verlor de Zwaan erneut seine Tour Card.
Bei der Q-School 2025 durfte de Zwaan erneut in der Final Stage starten. Er erspielte fünf Ranglistenpunkte und beendete das Ranking auf Rang 17, für eine Tour Card hätte er jedoch Rang 12 benötigt.

## Weltmeisterschaftsresultate

### PDC-Jugend
- 2015: Viertelfinale (4:6-Niederlage gegen  Max Hopp)
- 2016: Achtelfinale (1:6-Niederlage gegen  Ted Evetts)
- 2017: Viertelfinale (3:6-Niederlage gegen  Corey Cadby)
- 2018: Gruppenphase (5:2-Sieg gegen  Danny van Trijp und 3:5-Niederlage gegen  Lee Budgen)
- 2019: Viertelfinale (5:6-Niederlage gegen  Luke Humphries)
- 2020: Halbfinale (5:6-Niederlage gegen  Joe Davis)

### PDC
- 2016: 1. Runde (2:3-Niederlage gegen  Michael Smith)
- 2019: 2. Runde (1:3-Niederlage gegen  Rob Cross)
- 2020: Achtelfinale (3:4-Niederlage gegen  Peter Wright)
- 2021: 2. Runde (0:3-Niederlage gegen  Ryan Searle)
- 2025: 1. Runde (1:3-Niederlage gegen  Florian Hempel)

## Titel

### BDO
- Weitere
  - 2012: World Youth Masters

### PDC
- Pro Tour
  - Players Championships:
    - Players Championships 2018: 10
    - Players Championships 2019: 14
- Secondary Tour Events
  - PDC Development Tour
    - PDC Development Tour 2017: 11
    - PDC Development Tour 2019: 5